# Fochriw
Fochriw är en by i Caerphilly i Wales. Byn är belägen 29,9 km 
från Cardiff. Orten har 1 191 invånare (2016).